# دیک موتا
دیک موتا (انگلیسی: Dick Motta؛ زادهٔ ۳ سپتامبر ۱۹۳۱) یک مربی (ورزش) اهل ایالات متحده آمریکا است.
وی همچنین برنده جایزه مربی سال ان‌بی‌ای شده است. موتا از سال ۱۹۸۰ تا ۱۹۸۷ و از ۱۹۹۴ تا ۱۹۹۷ سرمربی دالاس ماوریکس بود.